# Michele Pignatelli
Michele Pignatelli CR (* 1627 in Casalnuovo, Villapiana, Provinz Cosenza; † 20. November 1695 in Lecce) war ein italienischer Priester und Bischof von Lecce.
Er war ein Sohn des Herzogs von Bellosguardo Giacomo Pignatelli. Michele Pignatelli wurde am 26. Januar 1682 zum Bischof von Lecce ernannt und empfing am 1. Februar desselben Jahres die Bischofsweihe. Am 14. April 1694 legte er den Grundstein für ein neues Priesterseminar.
Michele Pignatelli starb an seinem Amtssitz und wurde im Dom von Lecce beigesetzt.